# Vidisha (district)
Vidisha is een district van de Indiase staat Madhya Pradesh. Het district telt 1.214.759 inwoners (2001) en heeft een oppervlakte van 7362 km².
Hoofdstad: Bhopal
Districten: